# Gabri Martínez
Gabriel Martínez Aguilera (Barcellona, 22 gennaio 2003) è un calciatore spagnolo, attaccante del Braga.

## Carriera

### Club
Martínez è cresciuto nelle giovanili di Barcellona, Damm ed infine Girona, con cui ha debuttato con la squadra B nel gennaio del 2021 in Tercera División. Il 22 agosto dello stesso anno ha esordito anche con la prima squadra dei biancorossi, in Segunda División contro il Las Palmas.
Il 13 luglio 2022 è stato ceduto in prestito al San Fernando CD in terza divisione per giocare con maggior continuità. Il 30 giugno dell'anno seguente, è passato con la stessa formula al Mirandés.
Il 28 giugno 2024, dopo una stagione da titolare in cui ha giocato 41 incontri e segnato 9 reti in Segunda División, è stato acquistato a titolo definitivo dal Braga.

### Nazionale
Ha giocato nella nazionale giovanile spagnola Under-19.

## Statistiche

### Presenze e reti nei club
Statistiche aggiornate al 5 ottobre 2024
| Stagione        | Squadra         | Campionato      | Campionato | Campionato | Coppe nazionali | Coppe nazionali | Coppe nazionali | Coppe continentali | Coppe continentali | Coppe continentali | Altre coppe | Altre coppe | Altre coppe | Totale | Totale | Totale |
| Stagione        | Squadra         | Comp            | Pres       | Reti       | Comp            | Pres            | Reti            | Comp               | Pres               | Reti               | Comp        | Pres        | Reti        | Pres   | Reti   |        |
| --------------- | --------------- | --------------- | ---------- | ---------- | --------------- | --------------- | --------------- | ------------------ | ------------------ | ------------------ | ----------- | ----------- | ----------- | ------ | ------ | ------ |
| 2020-2021       | Girona B        | TD              | 3          | 0          | -               | -               | -               | -                  | -                  | -                  | -           | -           | -           | 3      | 0      |        |
| 2021-2022       | Girona B        | SDR             | 23         | 1          | -               | -               | -               | -                  | -                  | -                  | -           | -           | -           | 23     | 1      |        |
| 2021-2022       | Girona          | SD              | 7          | 0          | CR              | 1               | 0               | -                  | -                  | -                  | -           | -           | -           | 8      | 0      |        |
| 2022-2023       | San Fernando CD | PF              | 36         | 5          | CR              | 0               | 0               | -                  | -                  | -                  | -           | -           | -           | 36     | 5      |        |
| 2023-2024       | Mirandés        | SD              | 41         | 9          | CR              | 0               | 0               | -                  | -                  | -                  | -           | -           | -           | 41     | 9      |        |
| 2024-2025       | Braga           | PL              | 5          | 2          | CP+CdL          | 0               | 0               | UEL                | 6                  | 0                  | -           | -           | -           | 11     | 2      |        |
| Totale carriera | Totale carriera | Totale carriera | 115        | 17         |                 | 1               | 0               |                    | 6                  | 0                  |             | -           | -           | 122    | 17     |        |